# Dušan Marković (calciatore 1998)
Dušan Marković (in serbo Душан Марковић?; Smederevska Palanka, 3 aprile 1998) è un calciatore serbo, portiere dell'IMT Belgrado.

## Carriera

### Club
Cresciuto nel settore giovanile del Rad Belgrado, nel 2017 è stato ceduto in prestito allo Žarkovo con cui ha debuttato fra i professionisti giocando l'incontro di Kup Srbije vinto ai rigori contro il Metalac. Nella stagione 2018-2019 è diventato portiere titolare del Rad. In seguito si trasferisce allo Sheriff Tiraspol, club della prima divisione moldava.

### Nazionale
Nel 2018 ha giocato una partita con la nazionale serba Under-21.

## Palmarès

### Club

#### Competizioni nazionali
- Campionato moldavo: 1

Sheriff Tiraspol: 2020-2021
- Campionato lituano: 1

Žalgiris: 2024